# Maurus Gandershofer
Maurus Gandershofer OSB, Taufname Georg (* 22. Januar 1780 in Pentling bei Regensburg; † 28. August 1843 in Regensburg), bis zur Säkularisation 1803 Mönch der Benediktinerabtei Metten, war Historiker, Bibliothekar und Mitarbeiter der Bayerischen Akademie der Wissenschaften.

## Biographie
Maurus Gandershofer trat nach dem Besuch der Klosterschule des Reichsstiftes Sankt Emmeram in Regensburg 1799 in das Benediktinerkloster Metten ein und erhielt den Ordensnamen Maurus. Seine theologische Ausbildung erhielt er im Hausstudium des Klosters. Nach der Säkularisation war er zunächst Schulinspektor in Straubing, bevor er 1809–1810 an der von Ingolstadt nach Landshut verlegten bayerischen Landesuniversität Philosophie studierte. Anschließend war er Kustos der Universitätsbibliothek in Landshut und ab 1814 der königlichen Hofbibliothek in München. Auf Empfehlung des Akademiesekretärs Lorenz von Westenrieder (Historische Klasse) wurde Maurus Gandershofer 1828 Mitarbeiter der Bayerischen Akademie der Wissenschaften in München. 1832 kehrte er nach Regensburg zurück, wo er als  Mitglied und Bibliothekar des Historischen Vereins für den Regenkreis zahlreiche orts- und ordensgeschichtliche Abhandlungen verfasste.

## Werke (Auswahl)
- Denkwürdigkeiten der Domkirche zu Freysing. Bey Gelegenheit ihrer XI Hundertjährigen Jubelfeyer 1824, Freising 1824.
- Kurzgefaßte Geschichte des Birgitten-Klosters Altomünster in Bayern. Mit Rückblick auf die Geschichte des dortigen Marktfleckens nach archivalischen Quellen, München 1830
- Erinnerungen an Lorenz von Westenrieder. Mit dem Bildniße des Seligen, München 1830.
- Chronik des Marktes und Badeortes Abach nächst Regensburg. Aus archivalischen und anderen verläßigen Quellen, Regensburg 1832.
- Die Verdienste der Benediktiner von Metten um die Pflege der Wissenschaften und Künste, Landshut 1841.
- Zahlreiche Beiträge in den Verhandlungen des Hist. Vereins für den Regenkreis